# Территориальные войска Финляндии
Территориальные войска Финляндии (фин. Suomen maakuntajoukot) — Военное формирование Сил оборон Финляндии, представляющая собой территориальные подразделения, формируемые из находящихся в резерве добровольцев-военнообязанных, соответствующих критериям, установленным Силами оборон, и выразивших готовность действовать в составе территориальных войск в период кризисных ситуаций. Подготовка территориальных войск осуществляется Силами обороны Финляндии, а также Ассоциацией подготовки национальной обороны (фин. Maanpuolustuskoulutusyhdistys, MPK) под контролем Сил оборон Финляндии.
Типичными задачами территориальных войск являются охрана объектов, наблюдение и патрулирование, обучение и оказание административной помощи. Планировалось, что размещённые в территориальных войсках лица будут обеспечены личным снаряжением, которое они смогут хранить дома, за исключением оружия.

## Структура территориальных войск
Деятельность территориальных войск началась в 2004 году в тестовом порядке в нескольких военных округах. Осенью 2006 года формирование первых подразделений началось и в остальных округах. Всего было создано 29 территориальных подразделений. Общая численность личного состава этих подразделений составляет около 5,000 резервистов. По данным Министерства обороны.
Территориальные войска предназначены, в первую очередь, для прикрытия развертывания других военных формирований военного времени, охраны важных объектов, выполнения задач местной обороны и оказания содействия гражданским властям. Официальной и публично доступной информации о структуре войск немного. Наиболее подробные сведения содержатся в опубликованных данных о территориальной роте Северной Карелии, а также в описании задач территориального подразделения военно-морских сил, опубликованном в журнале Rannikon Puolustaja № 3/2006.

### Состав
В состав территориальных войск входят территориальные роты Южной Карелии, Южного Кюменлааксо, Южной Остроботнии, Южного Саво, Хельсинки, Хииденведи, Восточной Уусимаа, Кайнуу, Канта-Хяме, Центральной Уусимаа, Лапландии, Центральной Похьянмаа, Северной Карелии, Северного Кюменлааксо, Северной Похьянмаа, Северного Саво, Пирканмаа, Похьянмаа, Пяйянне, Пяйят-Хяме, Сатакунты, Суоменселя, Уусимаа, Собственно Финляндии и Верхней Лапландии, а также девять территориальных подразделений Военно-морских сил Финляндии.

### Структура
Основным принципом организации территориальных войск является использование стандартных организационных структур Сил оборон военного времени. Для этих подразделений не создаётся специального организационного типа. Как правило, территориальная рота соответствует по структуре пехотной роте, как это реализовано в Северной Карелии. Согласно различным источникам, такие подразделения могут именоваться ротой охраны, пехотной ротой, территориальной ротой или караульной ротой.
В состав территориальной роты Северной Карелии входят:
- три пехотных взвода
- взвод управления батареи
- миномётный взвод
- командный взвод
- взвод обеспечения

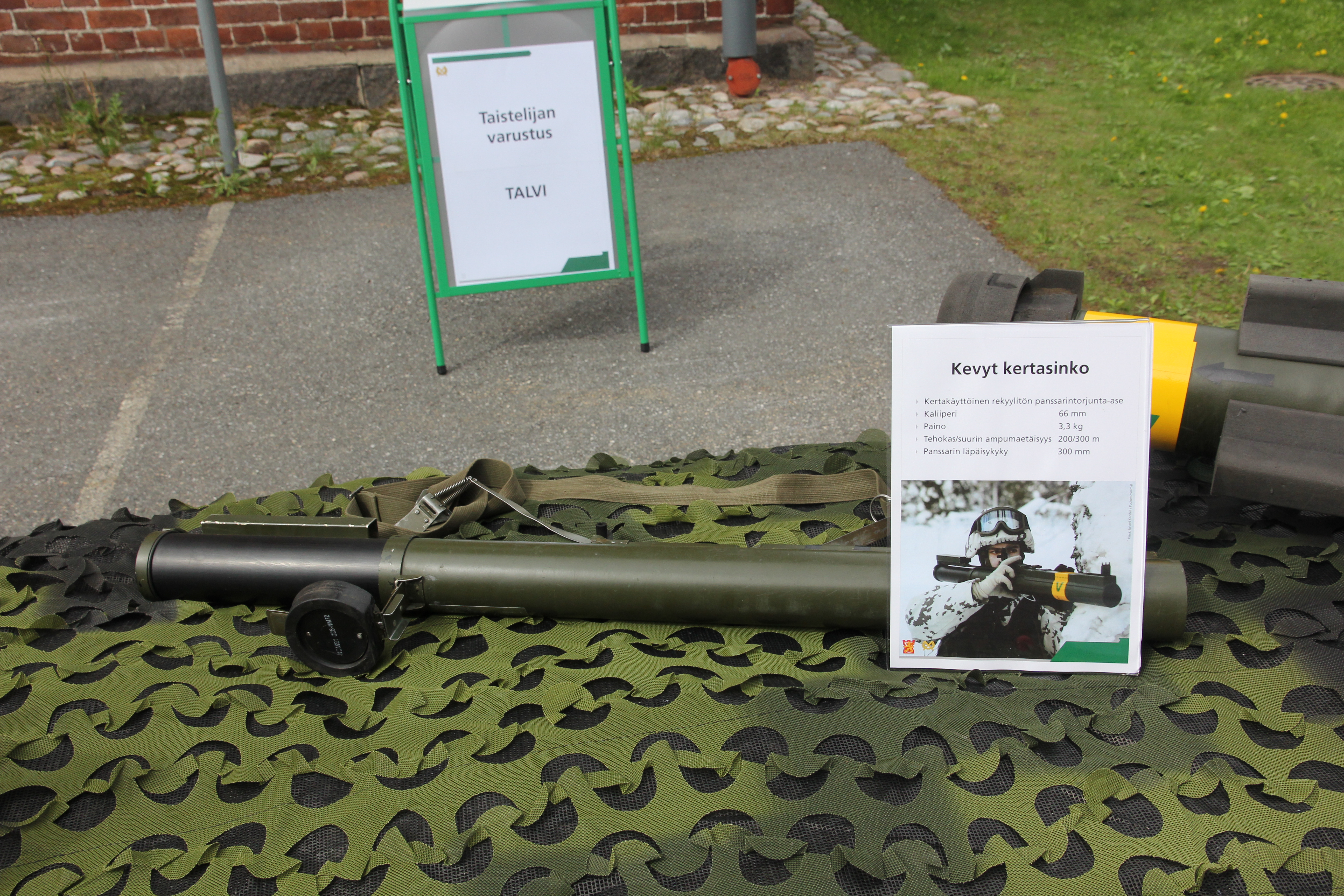
Лёгкий одноразовый гранатомёт 66 KES 88 используется в большинстве подразделений военного времени.

Предусматривается, что на каждый взвод будет по два офицера и на каждое отделение — по два унтер-офицера. Общая численность подразделения составляет около 175 человек: 13 офицеров, 42 унтер-офицера и 120 солдат. Требования к боеспособности подразделения представляют собой сочетание характеристик пехотной, караульной и военных полицейских рот. Из этих категорий требования к караульным и военным полицейским подразделениям не являются общедоступными. Также отсутствуют официальные данные о техническом оснащении. Однако предполагается, что в ротах используются лёгкие 81-мм миномёты, поскольку в Финляндии тяжёлые миномёты применяются на уровне батальона в составе рот огневой поддержки. Противотанковое вооружение, вероятно, включает различные виды гранатомётов и мин, в зависимости от конкретных задач подразделения.
Организация Хельсинкской территориальной роты, основанная на структуре роты охраны типа A, аналогична модели пехотной роты Северной Карелии. Однако в состав роты, помимо трёх пехотных взводов, входит также противотанковый взвод, вооружённый тяжёлыми гранатомётами и одноразовыми гранатомётами Общая численность роты составляет более 230 человек.

## История создания

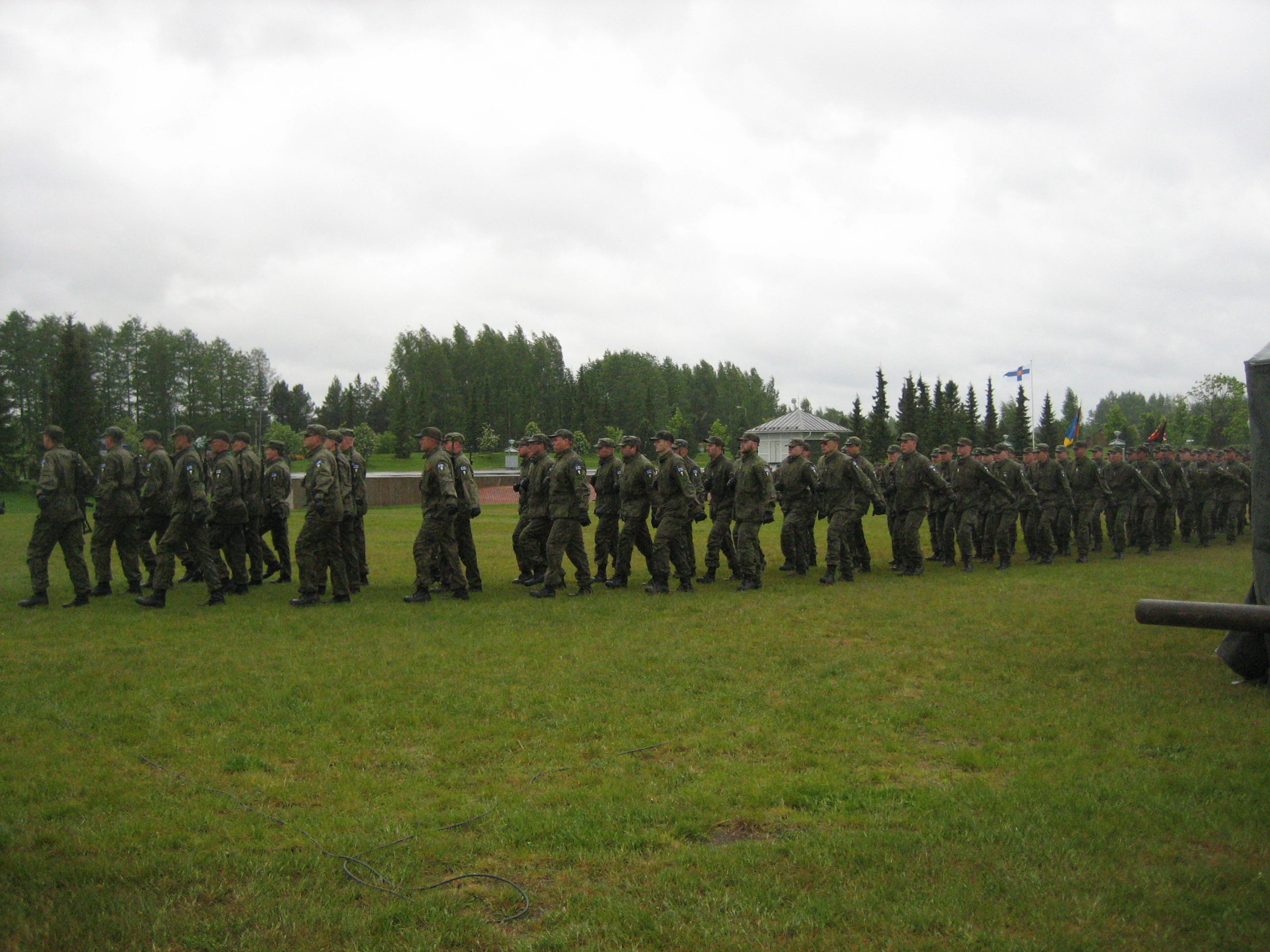
Сатакуннанская территориальная рота на всегосударственном параде в День флага в 2009 году

Возможность для ведения добровольной оборонной деятельности появилась после того, как Финляндия в одностороннем порядке 21 сентября 1990 года объявила недействительной главу III Парижского мирного договора, содержащую статьи об ограничении вооружений. Указанная глава также запрещала военную подготовку вне армии.
В 1993 году оборонные организации основали  Ассоциацию подготовки национальной обороны, задачей которого стало руководство и организация добровольной оборонной подготовки. Законодательная основа для этой деятельности была утверждена в 1994 году, и структура организации постепенно развивалась до конца 1990-х годов. Основным принципом стало разделение ролей: Ассоциация осуществляет подготовку индивидуальных лиц, а Силы обороны тренируют воинские подразделения.
В оборонно-политическом обзоре 2001 года было принято решение значительно развить систему добровольной оборонной подготовки. Министр обороны Ян-Эрик Энестам 1 октября 2002 года создал межведомственную рабочую группу для изучения того, каким образом задачи добровольной обороны, добровольные организации и предоставляемые ими услуги могут быть интегрированы в деятельность государственных структур. Доклад рабочей группы был опубликован 1 июня 2004 года. В нём, на основе анализа, проведённого Генеральным штабом годом ранее, было предложено создать новый тип военного времени в структуре Сил оборон — территориальные войска.
Главный штаб Вооружённых сил Финляндии в 2003 году подготовил доклад, согласно которому территориальные войска будут представлять собой войска местной обороны военного времени. Добровольные военнообязанные, пригодные к размещению в воинских формированиях, могут подать заявку на вступление в эти войска и обязуются участвовать в их деятельности. После прохождения подготовки подразделение или его часть может при необходимости действовать (в дополнение к срочной службе или вместо неё) в качестве поддержки пожарных и других гражданских властей, но только по их официальному запросу. Ассоциация подготовки национальной обороны играет важную роль в наборе и обучении личного состава территориальных войск.
В поддержку территориальных войск должны были действовать учебные и вспомогательные подразделения, в которых могли бы служить все желающие граждане Финляндии старше 18 лет. Оборонные округа должны были иметь региональные центры, где проходили бы подготовку и тренировки как члены территориальных войск, так и участники курсов Ассоиации, а также другие желающие — например, группы пожарной охраны и гражданской обороны.
В оборонной политике 2004 года было принято решение о создании территориальных войск и разработки соответствующего законодательства на основе предложений рабочих групп. С этой целью Министерство обороны в марте 2005 года учредило комитет по подготовке законодательства о добровольной обороне. Комитет направил запросы о предоставлении отзывов 63 организациям, включая парламентские партии, министерства, центральные объединения профсоюзов и оборонные организации. Большинство отзывов было положительным и содержало предложения технического характера по корректировке отдельных законодательных положений в смежных областях.

## Критика
На этапе создания войск наиболее принципиальные возражения против войск исходили от Союза мира Финляндии — Ассоциации ООН, Зелёного союза и Левого союза. Согласно обобщённому обзору отзывов, подготовленному Министерством обороны, Левый союз выразил мнение, что только штатный персонал Сил оборон может осуществлять военную подготовку. Левый союз также критиковала громоздкость структуры организации Ассоциации подготовки национальной обороны, сочла продвижение патриотического духа в принципе ненужным и вредным.
Зелёный союз посчитал излишним вмешательство государства в несиловые сферы добровольной оборонной деятельности, такие как добровольные организации в области спасательных работ или безопасности. В свою очередь, Союз мира Финляндии считал законопроект неоправданно громоздким и выразил опасение, что он может привести к милитаризации сфер, где традиционно преобладают женщины.
Социал-демократическая партия Финляндии поддержала предложение, но при этом подчеркнула важность парламентского контроля. Основным изменением, на котором настаивала партия, было то, что большинство членов правления Ассоциации подготовки национальной обороны должно назначаться правительством.
Организации в сфере спасательных служб, в том числе Финский Красный Крест, выступили против распространения добровольной оборонной деятельности на их сферу ответственности — добровольную спасательную службу в мирное время.
Среди представителей финского пацифистского движения основной угрозой считалась возможность политизации оборонной деятельности.